# Félix e Adauto
São Félix e Santo Adauto são santos cristãos venerados principalmente pela Igreja Católica e pela Igreja Ortodoxa. As informações sobre sua vida e martírio são escassas e provenientes de tradições antigas, que remontam aos primeiros tempos do cristianismo. Eles foram martirizados durante a perseguição de Diocleciano, no início do século IV, em Roma.
De acordo com a tradição, São Félix era um sacerdote cristão que foi preso e condenado à morte por se recusar a renunciar à sua fé. Durante o trajeto para o local de execução, um homem desconhecido se aproximou dos soldados romanos, desafiou-os e declarou-se cristão, oferecendo-se para ser martirizado junto a Félix. Esse ato de coragem e fé levou os soldados a prenderem o homem e a levá-lo para a execução. Nenhum dos presentes sabia a identidade do estranho, por isso ele foi chamado de "Adauto", que significa "adjunto" ou "aquele que foi colocado junto", em referência ao fato de ele ter sido morto junto com São Félix.
Ambos foram decapitados com a mesma espada, e seus corpos foram sepultados inicialmente no cemitério de Comodila, próximo à Basílica de São Paulo Fora dos Muros. O Papa Sirício, no século IV, transformou o local de sepultamento em uma basílica, que se tornou um importante ponto de peregrinação. O cemitério e o túmulo de Félix e Adauto foram redescobertos em 1720, mas as ruínas do local foram abandonadas até que, em 1903, a basílica foi restaurada. Durante a restauração, foi encontrado um dos mais antigos afrescos cristãos, que retrata São Pedro recebendo as chaves, com os santos Paulo, Estevão, Félix e Adauto ao seu redor.
A memória de São Félix e Santo Adauto é celebrada no dia 30 de dezembro, lembrando o martírio e a firmeza na fé desses santos. A Igreja Católica continua a honrar sua vida e testemunho, mantendo viva a tradição de seu culto. Alguns relatos sugerem que eles poderiam ser irmãos de sangue, embora isso não seja confirmado por fontes históricas.